# Hermann Pernsteiner
Hermann Pernsteiner (Oberwart, 7 agosto 1990) è un ciclista su strada e mountain biker austriaco, professionista dal 2016 e vincitore del Gran Premio Città di Lugano 2018.

## Palmarès

### Strada
- 2017 (Amplatz-BMC, una vittoria)

Classifica generale Tour d'Azerbaïdjan
- 2018 (Bahrain-Merida, una vittoria)

Gran Premio di Lugano

#### Altri successi
- 2024 (Team Felt Felbermayr)

Österreichische Bergmeisterschaften

### Mountain bike
- 2016

Vaude Trans Schwarzwald, Cross country
- 2024

Campionati austriaci, Marathon

## Piazzamenti

### Grandi Giri
- Giro d'Italia

2020: 10º
- Vuelta a España

2018: non partito (18ª tappa)
2019: 15º

### Classiche monumento
- Giro di Lombardia

2019: 49º
2020: 37º
2021: 97º
2022: 39º
2023: 76º

### Competizioni mondiali
- Campionati del mondo su strada

Yorkshire 2019 - In linea Elite: ritirato
- Campionati del mondo di mountain bike[1]

Saalfelden 2012 - Cross country Under-23: 75º
- Campionati del mondo di mountain bike marathon[1]

Graz-Stattegg 2009 - Marathon: 65º
Ornans 2012 - Marathon: 44º
Kirchberg 2013 - Marathon: 47º
Laissac 2016 - Marathon: 12º
Singen 2017 - Marathon: 10º
- Giochi olimpici

Tokyo 2020 - In linea: 30º

### Competizioni continentali
- Campionati europei su strada

Trento 2021 - In linea Elite: ritirato
- Campionati europei di mountain bike[1]

Kleinzell 2011 - Marathon: 25º
Jablonné v Podještědí 2012 - Marathon: 29º
Singen 2015 - Marathon: 16º